# Tulaxtitla
Tulaxtitla är en ort i Mexiko.   Den ligger i kommunen Huejutla de Reyes och delstaten Hidalgo, i den sydöstra delen av landet, 190 km norr om huvudstaden Mexico City. Tulaxtitla ligger 782 meter över havet och antalet invånare är 246.
Terrängen runt Tulaxtitla är huvudsakligen kuperad, men söderut är den bergig. Runt Tulaxtitla är det ganska tätbefolkat, med 248 invånare per kvadratkilometer. Närmaste större samhälle är Huejutla de Reyes, 15,1 km nordost om Tulaxtitla. I omgivningarna runt Tulaxtitla växer i huvudsak städsegrön lövskog.